# تولندورف
تولندورف (به آلمانی: Thulendorf) یک شهر در آلمان است که در روشتوک واقع شده‌است. تولندورف ۵۶۸ نفر جمعیت دارد.